# Gerhard Glück (Cartoonist)

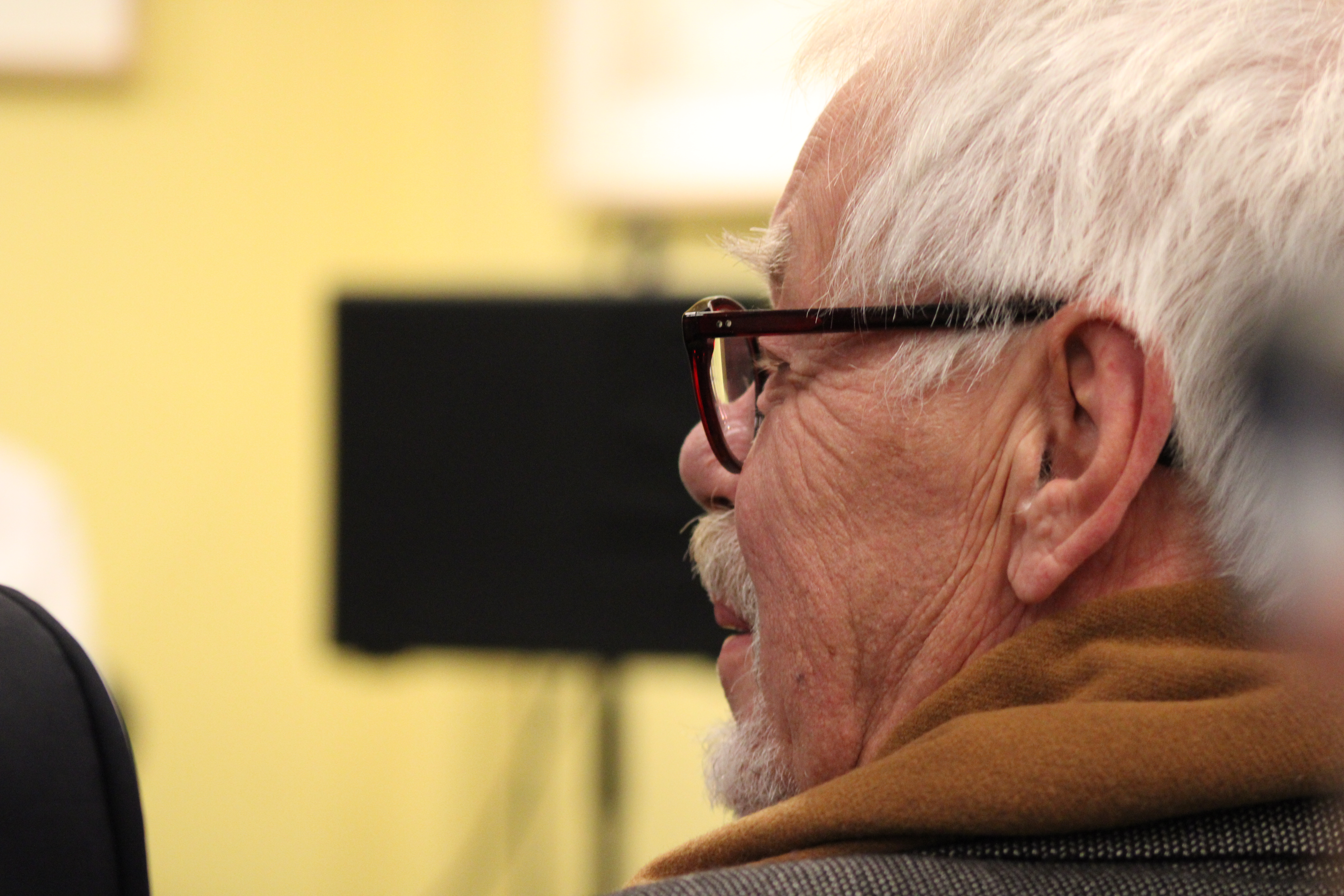
Gerhard Glück (2024)

Gerhard Glück (* Juli 1944 in Bad Vilbel) ist ein deutscher Cartoonist.
Glück wuchs in Frankfurt am Main auf und studierte in Kassel Grafikdesign und Kunsterziehung. Ab 1972 erste Cartoons in der Hessischen Allgemeinen, Titelbilder und Illustrationen für das Magazin der Süddeutschen Zeitung, das manager magazin u. a. Seit 1991 erscheinen seine Cartoons monatlich in NZZ Folio, der Zeitschrift der Neuen Zürcher Zeitung, und seit 1994 im Satiremagazin Eulenspiegel. Gelegentlich entdeckt man seine Illustrationen auch in der Wochenzeitung Die Zeit und im Magazin Cicero. Seine Cartoon-Bücher erscheinen im Lappan Verlag, der auch seine Bilderbücher und die von Glück illustrierten Geschenkbuchausgaben der Gedichte von Heinz Erhardt, Joachim Ringelnatz und Christian Morgenstern verlegt. Er illustriert auch Buchcover und Texte für dtv und andere Verlage.
Die Arbeiten von Gerhard Glück wurden vielfach ausgezeichnet und ausgestellt, zuletzt in Frankfurt („Viel Glück in Frankfurt“, 2006), Zürich („Gerhard Glück, Kunst & Co“, 2006), Köln („Gerhard Glück“, 2008/09), Konstanz („Gerhard Glück: Kunst & Co.“, 2009/10), Wien („Gerhard Glück: Ein Glück für die Kunst“, 2010/11), SATIRICUM im Sommerpalais Greiz („Gerhard Glück: Kunst & Co.“, 2011) und in Kassel (Schloss Wilhelmshöhe: „Gerhard Glück, Kunst & Co“, Caricatura: „Auch das noch“, 2014).

## Auszeichnungen
- 2017: Göttinger ELCH für das Lebenswerk
- 2005: Deutscher Karikaturenpreis, „Geflügelter Bleistift“ in Gold
- 2001: Deutscher Karikaturenpreis, „Geflügelter Bleistift“ in Silber
- 2000: Deutscher Karikaturenpreis, „Geflügelter Bleistift“ in Gold